# رنگین‌تاب‌سانیان
رنگین‌تاب‌سانیان (به لاتین: Galbuli) یکی از دو زیرراسته از راسته دارکوب‌سانان است و شامل دو خانوادهٔ پفی‌مرغان (پرندگان پفی) و رنگین‌تاب‌ها (jacamars) است. زیرراستهٔ دیگر دارکوب‌سانیان یک گروه جهانی از دارکوب‌سانان است که تنها در قلمرو نوگرمسیری یافت می‌شوند.